# Bijangera, Raichur
Bijangera là một làng thuộc tehsil Raichur, huyện Raichur, bang Karnataka, Ấn Độ.